# Février 1959

## Événements
- La flotte française de Méditerranée se retire du commandement intégré de l'OTAN.
- Texas Instruments réalise le premier circuit intégré après que ses ingénieurs ont imaginé la façon de mettre plus d'un transistor sur un même support et de les connecter sans fils.
- Conférence de Londres sur l’Afrique orientale britannique.
- Baisse de 9 % des prix du pétrole entraînant une baisse des revenus pétroliers dans les états producteurs.

- 1er février : un référendum, en Suisse, rejette la possibilité aux femmes de pouvoir voter lors d'une votation fédérale.
- 4 février : la Grande-Bretagne signe un accord avec Euratom pour une coopération dans l'utilisation civile de l'énergie nucléaire.
- 6 février :
  - Le Chrétien-Démocrate Antonio Segni forme le nouveau gouvernement d'Italie avec la collaboration des libéraux et des monarchistes.
  - Premier test de lancement réussi à Cap Canaveral (Floride) du missile balistique intercontinental Titan.
- 7 février :
  - L'URSS donne son accord pour aider l'industrie chinoise.
  - L'URSS annonce sa participation  à grande échelle à un ensemble de plans dans le développement des sciences économiques de l'Irak, la coopération technique et économique, et la formation des étudiants irakiens dans les établissements et les usines soviétiques.
- 9 février : les États-Unis annoncent un plan de fourniture d'armes à l'Indonésie.
- 10 février : une tornade s'abat sur Saint-Louis, causant la mort de 22 personnes, et faisant 350 blessés, 5 000 sans abris et 12 millions USD de dégâts (500 millions FRF an 2000).
- 11 février :
  - Les entretiens s'interrompent entre l'Iran et l'URSS, après deux semaines de négociation au sujet d'un nouveau pacte de non-agression et une aide économique.
  - Le Laos annonce qu'il reconnaît les Nations unies comme arbitre de ses conflits avec le Nord-Viêt Nam.
- 13 février : 
  - Rómulo Betancourt est élu président du Venezuela (fin en 1964).
  - Lancement de la poupée Barbie (Barbie Millicent Roberts), créée par Ruth Handler, fondatrice de Mattel Creations, et son époux.
- 15 février : fin de la plus longue grève de l'industrie américaine de l'acier, d'une durée de 116 jours, arrêtée après une injonction judiciaire.
- 16 février : Fidel Castro, commandant-dans-chef des forces armées cubaines, devient premier ministre de Cuba.
- 17 février : lancement de Vanguard II (poids 21,5 livres), premier satellite météo de l'espace. Il contient les cellules photoélectriques prévues pour prendre de la couverture nuageuse durant 2 semaines. Cependant, la vacillation sous-estimée a empêché d'avoir des données significatives.
- 18 février : basée en Allemagne pour son service militaire, le rocker américain Elvis Presley passe en permission à Paris. Il assiste au spectacle nocturne du Lido et monte même, à la surprise générale, sur scène pour chanter quelques titres.
- 19 février :
  - La Grande-Bretagne accorde à Chypre son indépendance, effective en 1960 selon l'accord signé à Londres par les premiers ministres de la Grèce, de la Turquie.
  - Des scientifiques américains commencent à étudier les effets des radiations sur les aliments.
- 20 février :
  - France : Léon Noël est nommé président du Conseil constitutionnel par le général de Gaulle.
  - France : Gaston Monnerville est réélu président du Sénat.
  - Annulation du programme de l'intercepteur Arrow au Canada, du jour au lendemain 13 000 employés d'Avro Canada sont licenciés. C'est le vendredi noir.
- 21 février :
  - Le Premier ministre britannique Harold Macmillan entame une visite de 11 jours en Union soviétique, la première depuis la Seconde Guerre mondiale[1]. Il rejette l'offre de Nikita Khrouchtchev d'un pacte de non-agression et déclare l'engagement des Britanniques à leurs alliances.
  - Cuba demande à la République dominicaine de procéder à l'arrestation de l'ancien Président cubain Fulgencio Batista en tant que criminel et fugitif judiciaire.
- 22 février : le Président Eisenhower signe des lois de libéralisation de l'immigration pour permettre à 57 000 étrangers de venir rejoindre des parents établis aux États-Unis.
- 23 février : première réunion de la Cour européenne des droits de l'homme à Strasbourg en France.
- 24 février : le Premier ministre soviétique Nikita Khrouchtchev avertit que si les pays de l'Ouest refusent de signer un traité de paix avec les deux états allemands, la Russie signera un traité séparé avec la République démocratique allemande et abolira l'accord d'occupation de Berlin.
- 25 février : André Turcat aux commandes du Nord 1500 Griffon II établit un nouveau record du monde vitesse sur 100 km en circuit fermé à 1 643 km/h[2].
- 26 février : l'état d'urgence est décrété en Rhodésie du Sud.
- 28 février : accord entre l'Égypte et la Grande-Bretagne sur le règlement des réclamations résultant de la crise de Suez.

## Naissances
- 3 février : Laurence Tolhurst dit Lol Tolhurst, cofondateur et ancien batteur du groupe anglais The Cure (Royaume-Uni).
- 4 février : Oumar Mariko, homme politique malien.
- 5 février : Jennifer Granholm, gouverneur du Michigan de 2003 à 2011 et Secrétaire à l'Énergie des États-Unis depuis 2021.
- 7 février :
  - Christine Angot, écrivain française (France).
  - Éric Godon, comédien belge.
- 8 février : Heinz Günthardt, joueur de tennis Suisse (Suisse).
- 9 février : 
  - Ali Bongo, homme d'État gabonais.
  - Filipe Nyusi, homme politique mozambicain.
- 10 février : Amadou Gon Coulibaly, homme politique ivoirien († 8 juillet 2020).
- 11 février : 
  - Bradley Cole, acteur et chanteur américain.
  - Roberto Pupo Moreno, pilote brésilien F1 et de formule Indy (Brésil).
- 12 février : Per Gessle, musicien, chanteur et guitariste suédois, leader du groupe Roxette (Suède).
- 13 février :
  - Gaston Gingras, joueur de hockey sur glace québécois.
  - Michel Lemieux, artiste multidisciplinaire québécois.
  - Pepe Luis Vargas (José Luis Vargas Álvarez), matador espagnol.
- 14 février : Victor Mendes, matador portugais (Portugal).
- 15 février : Yonhy Lescano, homme politique péruvien.
- 16 février : John McEnroe, joueur de tennis américain (États-Unis).
- 19 février : Alain Marc (écrivain), poète et écrivain français (France).
- 20 février : Sim Sang-jung, femme politique sud-coréenne.
- 22 février : Kyle MacLachlan, acteur américain (États-Unis).
- 23 février : Clayton Anderson, astronaute américain (États-Unis).
- 24 février : François Villeroy de Galhau, banquier et haut fonctionnaire français.
- 25 février : Francis Heaulme, tueur en série français (France).
- 28 février : Edward Kawak, culturiste français.

## Décès
- 3 février : Buddy Holly, Ritchie Valens et Big Bopper chanteurs américains de rock 'n' roll, tués dans un accident d'avion près de Clear Lake dans l'Iowa.
- 8 février :  Général William J. Donovan (76 ans), chef du bureau des services stratégiques lors de la Seconde Guerre mondiale.
- 12 février : George Antheil, compositeur américain (° 8 juillet 1900).
- 13 février : Thomas Laird Kennedy, premier ministre de l'Ontario par intérim.
- 14 février : Warren Dodds (64 ans), un des plus célèbres batteurs américains de Jazz de la Nouvelle-Orléans.
- 15 février : Owen Richardson (79 ans), chercheur américain prix Nobel de physique.
- 27 février, Paul Chabanaud, zoologiste français (° 1876).